# Скорость
Ско́рость (стандартное обозначение: {\displaystyle {\vec {v}}}, от лат. vēlōcitās) — векторная физическая величина, характеризующая быстроту перемещения и направление движения материальной точки относительно выбранной системы отсчёта. По определению, равна производной {\displaystyle d{\vec {r}}/dt} радиус-вектора точки по времени. В СИ измеряется в метрах в секунду.
В русском языке этим же словом называют и скалярную величину — либо модуль вектора скорости, либо алгебраическую скорость точки, то есть проекцию вектора {\displaystyle {\vec {v}}} на касательную к траектории точки.
Термин «скорость» используют в науке и в широком смысле, понимая под ним степень резкости изменения какой-либо величины {\displaystyle A} (не обязательно радиус-вектора) в зависимости от другой ({\displaystyle B}; чаще подразумеваются изменения во времени, но также в пространстве и др.). Так, например, говорят об угловой скорости, скорости роста/спада температуры со временем или с координатой, скорости изменения некоего параметра вещества с температурой, скорости химической реакции, групповой скорости волн. Математически «резкость/быстрота изменения» характеризуется производной {\displaystyle dA/dB} рассматриваемой величины.

## Понятие «скорость» в классической механике

### Случай материальной точки

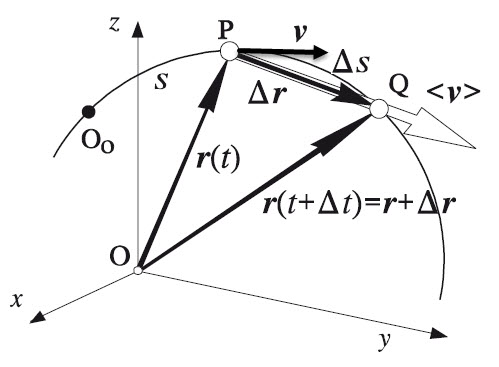
Иллюстрация средней и мгновенной скорости

Вектор скорости (мгновенной скорости) материальной точки в каждый момент времени определяется как производная по времени радиус-вектора {\displaystyle {\vec {r}}} текущего положения этой точки, так что:
{\displaystyle {\vec {v}}={\mathrm {d} {\vec {r}} \over \mathrm {d} t}\equiv v_{\tau }{\vec {\tau }},}
где {\displaystyle {\vec {\tau }}\equiv \mathrm {d} {\vec {r}}/\mathrm {d} s} — единичный вектор касательной, проходящей через текущую точку траектории (он направлен в сторону возрастания дуговой координаты {\displaystyle s} движущейся точки), а {\displaystyle v_{\tau }\equiv {\dot {s}}} — проекция вектора скорости на направление упомянутого единичного вектора, равная производной дуговой координаты по времени и именуемая алгебраической скоростью точки. В соответствии с данными формулами, вектор скорости точки всегда направлен вдоль касательной, а алгебраическая скорость точки может отличаться от модуля {\displaystyle v} этого вектора лишь знаком. 
Под дуговой координатой понимается расстояние, измеренное вдоль траектории от выбранного на ней места отсчёта; направление отсчёта (положительное, отрицательное) фиксируется произвольно. При этом:
- если дуговая координата возрастает, то векторы {\displaystyle {\vec {v}}} и {\displaystyle {\vec {\tau }}} сонаправлены, а алгебраическая скорость положительна;
- если дуговая координата убывает, то векторы {\displaystyle {\vec {v}}} и {\displaystyle {\vec {\tau }}} противонаправлены, а алгебраическая скорость отрицательна.

Пройденный точкой путь {\displaystyle S} за промежуток времени от {\displaystyle t_{0}} до {\displaystyle t}, находится как
{\displaystyle S=S(t)=\int _{t_{0}}^{t}|{\dot {s}}({\tilde {t}})|\,\mathrm {d} {\tilde {t}}\;}.
Когда алгебраическая скорость точки всё время неотрицательна, путь совпадает с приращением дуговой координаты за время от {\displaystyle t_{0}} до {\displaystyle t} (если же при этом начало отсчёта дуговой координаты совпадает с начальным положением движущейся точки, то {\displaystyle S} будет просто совпадать с {\displaystyle s}).
Если алгебраическая скорость точки не меняется с течением времени (или, что то же самое, модуль скорости постоянен), то движение точки называется равномерным (алгебраическое касательное ускорение {\displaystyle {\ddot {s}}} при этом тождественно равно нулю).
Предположим, что {\displaystyle {\ddot {s}}\geqslant {0}}. Тогда при равномерном движении скорость точки (алгебраическая) будет равна отношению пройденного пути {\displaystyle S} к промежутку времени {\displaystyle t-t_{0}}, за который этот путь был пройден:
{\displaystyle {\dot {s}}^{\,\mathrm {cp} }={S \over t-t_{0}}\;.}
В общем же случае аналогичные отношения
{\displaystyle {\vec {v}}^{\,\,\mathrm {cp} }={{\vec {r}}-{\vec {r}}_{0} \over t-t_{0}}\equiv {\Delta {\vec {r}} \over \Delta {t}}} и {\displaystyle {\dot {s}}^{\,\mathrm {cp} }={s-s_{0} \over t-t_{0}}\equiv {\Delta {s} \over \Delta {t}}}
определяют соответственно среднюю скорость точки и её среднюю алгебраическую скорость; если термином «средняя скорость» пользуются, то о величинах {\displaystyle {\vec {v}}} и {\displaystyle {\dot {s}}} говорят (чтобы избежать путаницы) как о мгновенных скоростях.
Различие между двумя введёнными выше понятиями средней скорости состоит в следующем. Во-первых, {\displaystyle {\vec {v}}^{\,\,\mathrm {cp} }} — вектор, а {\displaystyle {\dot {s}}^{\,\mathrm {cp} }} — скаляр. Во-вторых, эти величины могут не совпадать по модулю. Так, пусть точка движется по винтовой линии и за время своего движения проходит один виток; тогда модуль средней скорости этой точки будет равен отношению шага винтовой линии (то есть расстояния между её витками) ко времени движения, а модуль средней алгебраической скорости — отношению длины витка ко времени движения.

### Случай тела конечных размеров
Для тела протяжённых размеров понятие «скорости» (тела как такового, а не одной из его точек) не может быть определено; исключение составляет случай мгновенно-поступательного движения. Говорят, что абсолютно твёрдое тело совершает мгновенно-поступательное движение, если в данный момент времени скорости всех составляющих его точек равны; тогда можно, разумеется, положить скорость тела равной скорости любой из его точек. Так, например, равны скорости всех точек кабинки колеса обозрения (если, конечно, пренебречь колебаниями кабинки).
В общем же случае скорости точек, образующих твёрдое тело, не равны между собой. Так, например, для катящегося без проскальзывания колеса модули скоростей точек на ободе относительно дороги принимают значения от нуля (в точке касания с дорогой) до удвоенного значения скорости центра колеса (в точке, диаметрально противоположной точке касания). Распределение скоростей точек абсолютно твёрдого тела описывается кинематической формулой Эйлера.

## Начальная скорость
Начальная скорость ({\displaystyle {\vec {v}}_{0}}) — это скорость материальной точки в момент, принимаемый за нуль по шкале времени (то есть при {\displaystyle t=0}). 
Истолкование {\displaystyle {\vec {v}}_{0}} как скорости, с которой тело начинает движение, не вполне корректно, поскольку покоившееся тело в принципе не может начать двигаться с отличной от нуля скоростью. При такой формулировке неявно подразумевается, что в короткий промежуток времени {\displaystyle t=[-\Delta t\ldots 0]} действовала большая по величине сила, на пренебрежимо малом участке разогнавшая тело до скорости {\displaystyle {\vec {v}}={\vec {v}}_{0}} к моменту {\displaystyle t=0}.

## Запись скорости в разных системах координат

### В декартовых координатах
В прямоугольной декартовой системе координат:
{\displaystyle {\vec {v}}=v_{x}{\vec {i}}+v_{y}{\vec {j}}+v_{z}{\vec {k}}}.
При этом {\displaystyle {\vec {r}}=x{\vec {i}}+y{\vec {j}}+z{\vec {k}}}, следовательно,
{\displaystyle {\vec {v}}={\frac {\mathrm {d} (x{\vec {i}}+y{\vec {j}}+z{\vec {k}})}{\mathrm {d} t}}={\frac {\mathrm {d} x}{\mathrm {d} t}}{\vec {i}}+{\frac {\mathrm {d} y}{\mathrm {d} t}}{\vec {j}}+{\frac {\mathrm {d} z}{\mathrm {d} t}}{\vec {k}}}.
Таким образом, компоненты вектора скорости — это скорости изменения соответствующих координат материальной точки:
{\displaystyle v_{x}={\frac {\mathrm {d} x}{\mathrm {d} t}};v_{y}={\frac {\mathrm {d} y}{\mathrm {d} t}};v_{z}={\frac {\mathrm {d} z}{\mathrm {d} t}}}.

### В цилиндрических координатах
В цилиндрических координатах {\displaystyle R,\varphi ,z}:
{\displaystyle v_{R}={\frac {\mathrm {d} R}{\mathrm {d} t}};v_{\varphi }=R{\frac {\mathrm {d} \varphi }{\mathrm {d} t}};v_{z}={\frac {\mathrm {d} z}{\mathrm {d} t}}.}

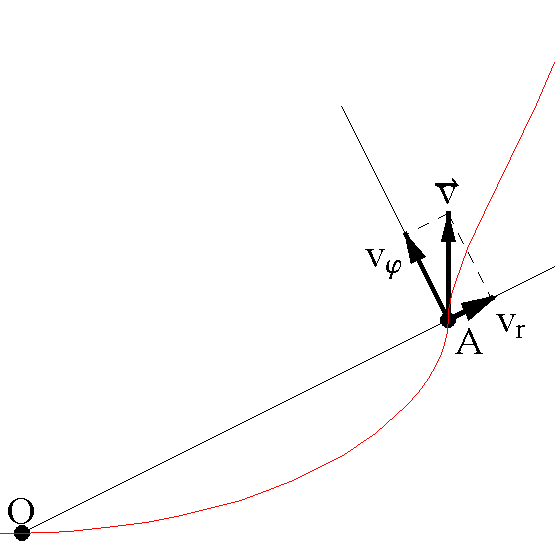
Скорость в полярных координатах

{\displaystyle v_{\varphi }} носит название поперечной скорости, {\displaystyle v_{R}} — радиальной.

### В сферических координатах
В сферических координатах {\displaystyle R,\varphi ,\theta }:
{\displaystyle v_{R}={\frac {\mathrm {d} R}{\mathrm {d} t}};v_{\varphi }=R\sin \theta {\frac {\mathrm {d} \varphi }{\mathrm {d} t}};v_{\theta }=R{\frac {\mathrm {d} \theta }{\mathrm {d} t}}.}
Для описания плоского движения иногда используются полярные координаты, которые можно рассматривать как частный случай цилиндрических (c {\displaystyle z=} const) или сферических (с {\displaystyle \theta =\pi /2}).

### Физическая и координатная скорости
В аналитической механике вышеприведённые и другие криволинейные координаты играют роль обобщённых координат; изменение положение тела описывается их зависимостью от времени. Производные от координат тела по времени при этом называются координатными скоростями (они могут иметь размерность отличную от м/c). Физической же скоростью является производная радиус-вектора по времени, а её составляющие в каждом случае задаются всем стоящим перед соответствующим ортом выражением.

## Некоторые связанные со скоростью понятия
Ряд величин в классической механике выражается через скорость.
Импульс, или количество движения, — это мера механического движения точки, которая определяется как произведение массы точки на её скорость 
{\displaystyle {\vec {p}}=m{\vec {v}}}.
Импульс является векторной величиной, его направление совпадает с направлением скорости. Для замкнутой системы выполняется закон сохранения импульса. 
От скорости также зависит кинетическая энергия механической системы. Для абсолютно твёрдого тела полную кинетическую энергию можно записать в виде суммы кинетической энергии поступательного и вращательного движения:
{\displaystyle T={\frac {mv^{2}}{2}}+{\frac {{\mathcal {I}}{\vec {\omega }}^{2}}{2}}},
где {\displaystyle \ m} — масса тела, {\displaystyle \ v} — скорость центра масс тела, {\displaystyle {\mathcal {I}}} — момент инерции тела, {\displaystyle {\vec {\omega }}} — угловая скорость тела.
Изменение скорости во времени характеризуется ускорением. Ускорение отражает изменение скорости как по величине (тангенциальное ускорение), так и по направлению (центростремительное ускорение):
{\displaystyle {\vec {a}}={\frac {\mathrm {d} {\vec {v}}}{\mathrm {d} t}}={\vec {a}}_{\tau }+{\vec {a}}_{n}={\frac {\mathrm {d} |{\vec {v}}|}{\mathrm {d} t}}{\vec {e}}_{\tau }+{v^{2} \over R}{\vec {e}}_{n}},
где {\displaystyle \ R} — радиус кривизны траектории точки.

## Преобразования Галилея и Лоренца для скорости
В классической механике Ньютона скорости преобразуются при переходе из одной инерциальной системы отсчёта в другую согласно преобразованиям Галилея. Если скорость тела в системе отсчёта {\displaystyle S} была равна {\displaystyle {\vec {v}}}, а скорость системы отсчёта {\displaystyle S'} относительно системы отсчёта {\displaystyle S} равна {\displaystyle {\vec {u}}}, то скорость тела при переходе в систему отсчёта {\displaystyle S'} будет равна
{\displaystyle {\vec {v}}'={\vec {v}}-{\vec {u}}.}
Для скоростей, близких к скорости света, преобразования Галилея становятся несправедливы. При переходе из системы {\displaystyle S} в систему {\displaystyle S'} необходимо использовать преобразования Лоренца для скоростей:
{\displaystyle v_{x}'={\frac {v_{x}-u}{1-(v_{x}u)/c^{2}}},v_{y}'={\frac {v_{y}{\sqrt {1-{\frac {u^{2}}{c^{2}}}}}}{1-(v_{x}u)/c^{2}}},v_{z}'={\frac {v_{z}{\sqrt {1-{\frac {u^{2}}{c^{2}}}}}}{1-(v_{x}u)/c^{2}}},}
в предположении, что скорость {\displaystyle {\vec {u}}} направлена вдоль оси {\displaystyle x} системы {\displaystyle S}. В пределе нерелятивистских скоростей преобразования Лоренца сводятся к преобразованиям Галилея.

## Скорость в релятивистской механике

### Четырёхмерная скорость
Одним из обобщений понятия скорости является четырёхмерная скорость (скорость в релятивистской механике). В специальной теории относительности каждому событию ставится в соответствие точка пространства Минковского, три координаты которого представляют собой декартовы координаты трёхмерного евклидова пространства, а четвёртая ― временну́ю координату {\displaystyle ct}, где {\displaystyle c} ― скорость света, {\displaystyle t} ― время события. Компоненты четырёхмерного вектора скорости связаны с проекциями трёхмерного вектора скорости следующим образом:
{\displaystyle v_{0}={\frac {c}{\sqrt {1-{\frac {v^{2}}{c^{2}}}}}};v_{1}={\frac {v_{x}}{\sqrt {1-{\frac {v^{2}}{c^{2}}}}}};v_{2}={\frac {v_{y}}{\sqrt {1-{\frac {v^{2}}{c^{2}}}}}};v_{3}={\frac {v_{z}}{\sqrt {1-{\frac {v^{2}}{c^{2}}}}}}.}
Четырёхмерный вектор скорости является времениподобным вектором, то есть лежит внутри светового конуса.
Существует также понятие четырёхимпульс, временна́я компонента которого равна {\displaystyle E/c} (где {\displaystyle E} — энергия). Для четырёхмерного импульса выполняется равенство:
{\displaystyle p_{i}=m\,v_{i}},
где {\displaystyle v_{i}} — четырёхмерная скорость.

### Понятие «быстрота»
В релятивистской механике угол между касательной к мировой линии частицы и осью времени в базовой системе отсчёта носит название быстроты (обозначается {\displaystyle \theta }). Быстрота выражается формулой
{\displaystyle \theta =c\,\mathrm {Arth} \,{\frac {v}{c}}={\frac {c}{2}}\ln {\frac {1+{\dfrac {v}{c}}}{1-{\dfrac {v}{c}}}},}
где {\displaystyle \mathrm {Arth} \,x} — ареатангенс, или гиперболический арктангенс. Быстрота стремится к бесконечности когда скорость стремится к скорости света. В отличие от скорости, для которой необходимо пользоваться преобразованиями Лоренца, быстрота аддитивна, то есть
{\displaystyle \theta '=\theta +\theta _{0},}
где {\displaystyle \theta _{0}} — быстрота системы отсчёта {\displaystyle S'} относительно системы отсчёта {\displaystyle S}.

## Некоторые скорости

### Космические скорости

Анализ первой и второй космической скорости по Исааку Ньютону. Снаряды A и B падают на Землю. Снаряд C выходит на круговую орбиту, D — на эллиптическую. Снаряд E улетает в открытый космос

Небесная механика изучает поведение тел Солнечной системы и других небесных тел. Движение искусственных космических тел изучается в астродинамике. При этом рассматривается несколько вариантов движения тел, для каждого из которых необходимо придание определённой скорости. Для вывода спутника на круговую орбиту ему необходимо придать первую космическую скорость (например, искусственный спутник Земли); преодолеть гравитационное притяжение позволит вторая космическая скорость (например, объект запущенный с Земли, вышедший за её орбиту, но находящийся в Солнечной системе); третья космическая скорость нужна чтобы покинуть звёздную систему, преодолев притяжение звезды (например, объект запущенный с Земли, вышедший за её орбиту и за пределы Солнечной системы); четвёртая космическая скорость позволит покинуть галактику.
В небесной механике под орбитальной скоростью понимают скорость вращения тела вокруг барицентра системы.

### Скорость звука
Скорость звука — скорость распространения упругих волн в среде, определяется упругостью и плотностью среды. Скорость звука не является постоянной величиной и зависит от температуры (в газах), от направления распространения волны (в монокристаллах). При заданных внешних условиях обычно не зависит от частоты волны и её амплитуды. В тех случаях, когда это не выполняется и скорость звука зависит от частоты, говорят о дисперсии звука. Впервые измерена Уильямом Дерхамом. Как правило, в газах скорость звука меньше, чем в жидкостях, а в жидкостях скорость звука меньше, чем в твёрдых телах, поэтому при сжижении газа скорость звука возрастает.
Отношение скорости течения в данной точке газового потока к местной скорости распространения звука в движущейся среде называется числом Маха по имени австрийского учёного Эрнста Маха. Упрощённо, скорость, соответствующая 1 Маху при давлении в 1 атм (у земли на уровне моря), будет равна скорости звука в воздухе. Движение аппаратов со скоростью, сравнимой со скоростью звука, сопровождается рядом явлений, которые называются звуковой барьер. Скорости от 1,2 до 5 Махов называются сверхзвуковыми, скорости выше 5 Махов — гиперзвуковыми.

### Скорость света

Время распространения светового луча в масштабной модели Земля-Луна. Для преодоления расстояния от поверхности Земли до поверхности Луны свету требуется 1,255 секунды.

Скорость света в вакууме — абсолютная величина скорости распространения электромагнитных волн в вакууме. Традиционно обозначается латинской буквой «c» (произносится как [це]). Скорость света в вакууме — фундаментальная постоянная, не зависящая от выбора инерциальной системы отсчёта (ИСО). Она относится к фундаментальным физическим постоянным, которые характеризуют не просто отдельные тела или поля, а свойства пространства-времени в целом. По современным представлениям, скорость света в вакууме — предельная скорость движения частиц и распространения взаимодействий.
Наиболее точное измерение скорости света 299 792 458 ± 1,2 м/с на основе эталонного метра было проведено в 1975 году. Теперь ввиду современного определения метра скорость света считается равной точно 299792458 м/с.

### Скорость гравитации
Скорость гравитации — скорость распространения гравитационных воздействий, возмущений и волн. До сих пор остаётся не определённой экспериментально, но согласно общей теории относительности должна совпадать со скоростью света.

## Единицы измерения скорости
Линейная скорость:
- Метр в секунду, (м/с), производная единица системы СИ
- Километр в час, (км/ч)
- узел (морская миля в час)
- Число Маха, 1 Мах равен скорости звука; Max n в n раз быстрее. Как единица, зависящая от конкретных условий, должна дополнительно определяться.
- Скорость света в вакууме (обозначается c)

Угловая скорость:
- Радианы в секунду, принята в системах СИ и СГС. Физическая размерность 1/с.
- Обороты в секунду (в технике)
- градусы в секунду, грады в секунду

### Соотношения между единицами скорости
- 1 м/с = 3,6 км/ч
- 1 узел = 1,852 км/ч = 0,514 м/c
- Мах 1 ~ 330 м/c ~ 1200 км/ч (зависит от условий, в которых находится воздух)
- c = 299 792 458 м/c

## Исторический очерк

Две стадии движения брошенного тела по теории Авиценны: отрезок АВ — период «насильственного стремления», отрезок ВС — период «естественного стремления» (падение вертикально вниз)

Автолик из Питаны в IV веке до н. э. определил равномерное движение так: «О точке говорится, что она равномерно перемещается, если в равные времена она проходит равные и одинаковые величины». Несмотря на то, что в определении участвовали путь и время, их отношение считалось бессмысленным, так как сравнивать можно было только однородные величины и скорость движения являлась чисто качественным, но не количественным понятием. Живший в то же время Аристотель делил движение на «естественное», когда тело стремится занять своё естественное положение, и «насильственное», происходящее под действием силы. В случае «насильственного» движения произведение величины «двигателя» и времени движения равно произведению величины «движимого» и пройденного пути, что соответствует формуле {\displaystyle Ft=ms}, или {\displaystyle F=mv}. Этих же взглядов придерживался Авиценна в XI веке, хотя и предлагал другие причины движения, а также Герард Брюссельский в конце XII — начале XIII века. Герард написал трактат «О движении» — первый европейский трактат по кинематике — в котором сформулировал идею определения средней скорости движения тела (при вращении прямая, параллельная оси вращения, движется «одинаково с любой своей точкой», а радиус — «одинаково со своей серединой»).
В 1328 году увидел свет «Трактат о пропорциях или о пропорциях скоростей при движении» Томаса Брадвардина, в котором он нашёл несоответствие в физике Аристотеля и связи скорости с действующими силами. Брадвардин заметил, что по словесной формуле Аристотеля если движущая сила равна сопротивлению, то скорость равна 1, в то время как она должна быть равна 0. Он также представил свою формулу изменения скорости, которая хоть и была не обоснована с физической точки зрения, но представляла собой первую функциональную зависимость скорости от причин движения. Брадвардин называл скорость «количеством движения». Уильям Хейтсбери, в трактате «О местном движении» ввёл понятие мгновенной скорости. В 1330—1340 годах он и другие ученики Брадвардина доказали так называемое «мертонское правило», которое означает равенство пути при равноускоренном движении и равномерном движении со средней скоростью.

Всякая широта движения, униформно приобретаемая или теряемая, соответствует своему среднему градусу, так что столько же в точности будет пройдено благодаря этой приобретаемой широте, сколько и благодаря среднему градусу, если бы тело двигалось всё время с этим средним градусом.
— «Мертонское правило» в формулировке Суайнсхеда 
В XIV веке Жан Буридан ввёл понятие импетуса, благодаря чему была определена величина изменения скорости — ускорение. Николай Орем, ученик Буридана, предложил считать, что благодаря импетусу ускорение остаётся постоянным (а не скорость, как полагал сам Буридан), предвосхитив, таким образом, второй закон Ньютона. Орем также использовал графическое представление движения. В «Трактате о конфигурации качеств и движения» (1350) он предложил изображать отрезками перпендикулярных прямых количество и качество движения (время и скорость), иными словами, он нарисовал график изменения скорости в зависимости от времени.
По мнению Тартальи, только вертикальное падение тела является «естественным» движением, а все остальные — «насильственные», при этом у первого типа скорость постоянно возрастает, а у второго — убывает. Два этих типа движения не могут проистекать одновременно. Тарталья считал, что «насильственные» движения вызваны ударом, результатом которого является «эффект», определяемый скоростью. С критикой работ Аристотеля и Тартальи выступал Бенедетти, который вслед за Оремом пользовался понятиями импетуса и ускорения.

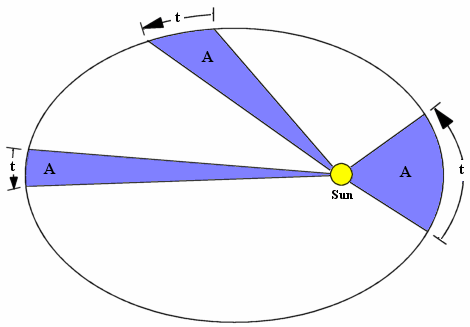
Второй закон Кеплера: закрашенные площади равны и проходятся за одинаковое время

В 1609 году в работе «Новая астрономия» Кеплер сформулировал закон площадей, согласно которому секторная скорость планеты (площадь, описываемая отрезком планета — Солнце, за единицу времени) постоянна. В «Началах философии» Декарт сформулировал закон сохранения количества движения, которое в его понимании есть произведение количества материи на скорость, при этом Декарт не принимал во внимание тот факт, что количество движения имеет не только величину, но и направление. В дальнейшем понятие «количество движения» развивал Гук, который понимал его как «степень скорости, присущей в определённом количестве вещества». Гюйгенс, Валлис и Рен добавили к этому определению направление. В таком виде во второй половине XVII века количество движения стало важным понятием в динамике, в частности в работах Ньютона и Лейбница. При этом Ньютон не определял в своих работах понятие скорости. По-видимому, первая попытка явного определения скорости была сделана Валлисом в его трактате «Механика или геометрический трактат о движении» (1669—1671): «Скорость есть свойство движения, отражающееся в сравнении длины и времени; а именно, она определяет, какая длина в какое время проходится».
В XVII веке были заложены основы математического анализа, а именно интегрального и дифференциального исчисления. В отличие от геометрических построений Лейбница, теория «флюксий» Ньютона строится на потребностях механики и имеет в своём основании понятие скорости. В своей теории Ньютон рассматривает переменную величину «флюенту» и её скорость изменения — «флюксию».

## Скорости в природе и технике
|                                                              | Метры в секунду                       |
| ------------------------------------------------------------ | ------------------------------------- |
| Скорость улитки                                              | 0,014                                 |
| Скорость черепахи                                            | 0,05                                  |
| Средняя скорость здорового человека (произвольный темп)      | 1,43                                  |
| Рекорд скорости человека в ходьбе на 50 км                   | 3,4 (3,92)                            |
| Рекорд скорости человека в беге на дистанции 100 м           | 10 (10,44)                            |
| Скорость гепарда                                             | 31                                    |
| Максимальная скорость полёта сокола                          | 100                                   |
| Максимальная скорость локомотива на железной дороге          | 110                                   |
| Максимальная скорость автомобиля                             | 340                                   |
| Средняя скорость молекулы азота при температуре 0 °C         | 500                                   |
| Максимальная скорость пассажирского реактивного самолёта     | 700                                   |
| Скорость движения Луны по орбите вокруг Земли                | 1 000                                 |
| Скорость искусственного спутника Земли                       | 8 000                                 |
| Скорость движения Земли по орбите вокруг Солнца              | 30 000                                |
| Скорость движения Солнца по орбите вокруг центра Галактики   | 230 000                               |
| Скорость электронов в кинескопе телевизора                   | 100 000 000                           |
| Скорость движения самых далёких галактик                     | 140 000 000                           |
| Максимальная скорость протонов в Большом адронном коллайдере | 299 792 455                           |
| Скорость частицы Oh-My-God                                   | 299 792 457,9999999999999985310169558 |
| Скорость безмассовых частиц (фотонов, глюонов, гравитонов)   | 299 792 458                           |
| Скорость тахионов и сверхбрадионов                           | > 299 792 458                         |

### Скорости движения живых существ
- Сапсан (самое быстрое животное): самая высокая зарегистрированная скорость — 389 км/ч[37];
- Гепард (самое быстрое наземное животное): самая высокая зарегистрированная скорость — 98 км/ч[38];
- Меч-рыба: от 100 до 130 км в час[38];
- Чёрный марлин: самая высокая зарегистрированная скорость — 105 км/ч[37];
- Вилорогая антилопа: самая высокая зарегистрированная скорость — 88,5 км/ч[37];
- Лошадь (американский квортерхорс): 88 км/ч[37];
- Человек: самая высокая зарегистрированная скорость — 44,72 км/ч (Усэйн Болт)[38].

### Рекорды скорости транспортных средств
Самый быстрый рукотворный объект — Parker Solar Probe, 150 км/с (относительно Солнца) в 2021 году.
Абсолютный рекорд скорости в воздухе был поставлен в 1976 году американским самолётом-разведчиком Lockheed SR-71 Blackbird — 3529,56 км/ч.
Рекорд скорости на земле был установлен в 2003 году на ракетных санях и составил 10 325 км/ч или 2868 м/с (по другим данным, 10 430 км/ч)
Самая высокая скорость на наземном управляемом транспортном средстве была достигнута на реактивном автомобиле Thrust SSC в 1997 году — 1228 км/ч.
Рекорд скорости на воде был поставлен в 1978 году австралийским судном с реактивным газотурбинным двигателем Spirit of Australia — 511,11 км/ч